# De Peddelaars
Wielersport vereniging De Peddelaars is een wielervereniging uit Hoogeveen, in de Nederlandse provincie Drenthe. De clubkleuren zijn rood en zwart.

## Historie
De vereniging werd opgericht op 1 december 1951 en werd op 13 maart 1957 koninklijk goedgekeurd. In de jaren zeventig werd de club opgesplitst in een tourclub (TC de Peddelaars) en een wielrenvereniging (WRV de Peddelaars), die per 1 januari 2020 weer zijn gefuseerd.
In 1985 werd de vereniging voor de vierde opeenvolgende keer Nederlands kampioen bij de gesponsorde wielerclubs. Het jaar daarop werd de club tweede. De sponsoring maakte het mogelijk om deel te nemen aan grotere wedstrijden zoals Olympia's Tour en de Ronde van België.

In 2006 heeft de Peddelaars een continentaal team opgericht, genaamd KrolStonE Continental Team, hierbij reden elite renners zonder contract. Dit team heeft tot en met 2009 bestaan.
De wielervereniging heeft een eigen wielerbaan, gevestigd op sportpark Bentincksdijk te Hoogeveen. In 1980 werd het clubhuis na een brand weer opgebouwd. In 2018 zijn het clubhuis en het direct aangrenzende parkoers vernieuwd en aangepast. De accommodatie werd getest met het NK veldrijden voor de jeugd. Hiermee werd ook gevierd dat De Peddelaars 50 jaar geleden met een jeugdafdeling begon.
In 2024 organiseerde de vereniging de Nederlandse kampioenschappen veldrijden in het recreatiegebied Strand Nijstad. De organiserende werkgroep stond onder leiding van Renate Groenewold. Zo'n zestig vrijwilligers hielpen mee om het door veldrijder Jens Dekker ontworpen parkoers in twee weken op te bouwen. De vereniging werkte eerder ook mee aan meerdere 3 Nations Cup wedstrijden mountainbiken, de EK veldrijden en de EK op de weg op en rond de VAM-berg.

## Jeugdopleiding
In 1968 begon jeugdleider Kees de Jong met het organiseren van jeugdwedstrijden in verschillende buurten en aangrenzende dorpen. De wedstrijden trokken soms meer dan 80 deelnemers. Samen met Piet van Kuilenburg bouwde hij voort op dit succes. In 1969 organiseerden ze de eerste jeugdwedstrijd binnen De Peddelaars en van daaruit werd een "kernploeg" opgezet. In de wintermaanden bleef de ploeg actief door onder meer te voetballen, handballen en zwemmen. De jeugdleiding werd verder versterkt met Jan van der Eng, oud-wielrenner, en er kwamen meer echte racefietsjes. In 1970 organiseerde De Peddelaars acht jeugdwedstrijden. Zo zette men een flinke stap om het jeugdwielrennen populair te maken in het noorden.

## Bekende leden
Prominente oud-renners zijn bijvoorbeeld Olympisch en wereldkampioen schaatsen Piet Kleine en Yep Kramer. Ook een oud-professional als veldrijder Martin Hendriks, die onder meer bij Panasonic en PDM reed, kwam uit voor de club. De grootste renner die de jeugdopleiding heeft voortgebracht is Erik Dekker. Samen met zijn broers Dick en Gerard, en zus Marja won hij een vliering vol met trofeeën en bekers. Andere profrenners die hun carrière begonnen bij de Peddelaars zijn Marcel Luppes en Johan Bruinsma (beiden Rabobank ProTour-team.)
De familie Nagengast is met drie generaties in en rond de koers heel actief geweest. Doortje Nagengast werd jeugdleider in 1977 toen haar zoontjes Rudi en Marcel gingen fietsen. Ze bleef ruim 40 jaar actief als ook bestuurslid, clubhuis beheerder en jurylid. Rudi Nagengast reed onder meer voor de ploeg Amstel Bier van Herman Krott en werd later trainer en bestuurder. Rudi's dochter Fleur Nagengast reed voor Telenet-Fidea, Telenet-Baloise Lions en Parkhotel Valkenburg. De concurrente van Ceylin del Carmen Alvarado en Inge van der Heijden moest door blessureleed stoppen. Haar jongere broers Juul Nagengast en Ruud Junior Nagengast zijn nog wel actief.